# Барберино Таварнеле
Барберѝно Таварнѐле (на италиански: Barberino Tavarnelle) е община в Централна Италия, провинция Флоренция, регион Тоскана. Административен център на общината е градче Таварнеле Вал ди Пеза (Tavarnelle Val di Pesa), което е разположено на 389 m надморска височина. Населението на общината е 12 167 души (към 2019 г.).
Общината е създадена в 1 януари 2019 г. Тя се състои от предшествуващите общини Барберино Вал д'Елса и Таварнеле Вал ди Пеза.